# Glenn Terrell
William Glenn Terrell Jr. (Tallahassee, 1920. május 24. – Sequim, 2013. augusztus 30.) amerikai egyetemi oktató, valamint a Washingtoni Állami Egyetem hetedik rektora.

## Élete
Terrell 1920. május 24-én született a Florida állambeli Tallahassee-ben. William édesapja a Floridai Legfelsőbb Bíróságnál 41 évig dolgozó William Glenn Terrell, édesanyja pedig Esther Collins Terrell. Az apa és fia teljes neve megegyezik, utónévként pedig mindketten a Glennt használták. A fiú 1942-ben az észak-karolinai Davidson Főiskola politikatudományi szakán alapfokú diplomát szerzett, majd a második világháború idején a hadseregben szolgált; Glenn részt vett a D-napon és az ardenneki offenzívában is. Terrell a katonaságtól századosi rendfokozatban szerelt le, majd 1948-ban a Floridai Állami Egyetemen kézhez kapta pszichológiai mesterdiplomáját. A férfi az 1952-ben doktorált az Iowai Egyetem fejlődéspszichológiai szakán. Glenn Terrell 93 éves korában hunyt el a Sequim városában, az Olimpia-félszigeten fekvő otthonában.

### Családja
Az 1880-as évek végén Glenn nagyszülei (William Henry Terrell tiszteletes és Lizzie Crawford Terrell) a Mississippi állambeli Daleville-ből Floridába, a Tampától északra fekvő Bushnellbe költöztek. William a Bushnelli Presbiteriánus Templom lelkipásztora volt; Lizzie pedig először otthonukban, később a település első iskolájában tanított. A házaspárnak két fia (William Glenn és W. C. Ross Terrell), illetve három lánya (Maggie, Hattie és Mary Terrell) volt, akik az 1900-as népszámlálás adatai szerint mindannyian Mississippiben születtek. Egyik fiuk, William Glenn Terrell tanár, később pedig ügyvéd lett, majd 41 évig a Floridai Legfelsőbb Bíróság bírája volt; a férfi 1984-ben 86 évesen hunyt el, a közelgő nyugdíjba vonulásának bejelentését követő napon.

## Munkássága
Terrell karrierjét a Floridai Állami Egyetem pszichológiaoktatójaként kezdte, majd hamarosan egyetemi docens lett, 1955-től pedig a Coloradói Egyetemen dolgozott. A férfi 1963-ban a Chicagói Illinois-i Egyetem Bölcsészettudományi Főiskolájának dékánja, 1965-ben pedig a karok felelőse lett. Terrellt 1967 januárjában a Washingtoni Állami Egyetem igazgatótanácsa az intézmény hetedik rektorává választotta; Glenn a pozíciót július 1-től töltötte be, ahol C. Clement Frenchet, illetve Wallis Beasley ideiglenes rektort váltotta.
Glen Terrell alatt a WSU számos területén lényeges fejlődés mutatkozott: a hallgatók száma 50 százalékkal nőtt, az 1967–68-as tanév tizenegyezres létszámához képest az 1984–85-ös tanévben (Terrell nyugdíjazásának ideje) már 16 500 diák tanult az intézményben. Mind az ötvenezredik, mind a százezredik végzős hallgatónak Terrell adta át diplomáját; előbbinek 1971-ben, utóbbinak pedig 1983-ban. A kutatásokra fordítható költségvetés támogatásokon és szponzori szerződéseken keresztül az 1965–67 közötti 11 millióról az 1983–85-ös időszakban 68,5 millió dollárra nőtt, amely annak köszönhető, hogy Terrell a korábbinál nagyobb mértékben koncentrált a kutatásokra és ösztöndíjakra.
William Glenn Terrellt 1985-ös nyugdíjazásakor az Iowai Egyetem Kiváló Öregdiák-díjban részesítette, illetve a Washingtoni Állami Egyetem kutatóegyetemmé válásában tett erőfeszítéseit is elismerték. A WSU-n még 1985-ben létrehozták a Glenn Terrell Ösztöndíj-alapot, valamint a pullmani kampusz központjában elhelyezkedő területet Glenn Terrell Barátság Parkra keresztelték.
2006 áprilisában a Washingtoni Állami Egyetem Rektor Emeritusának tiszteletére az új bölcsészet- és társadalomtudományi könyvtárát Glenn Terrell Könyvtárnak nevezte el; a létesítményt összekötötték a Holland Könyvtárral, így a komplexumot Holland és Terrell Könyvtáraknak hívják.

## Fordítás
Ez a szócikk részben vagy egészben  a   Glenn Terrell című angol Wikipédia-szócikk ezen változatának fordításán alapul.  Az eredeti cikk szerkesztőit annak laptörténete sorolja fel. Ez a jelzés csupán a megfogalmazás eredetét és a szerzői jogokat jelzi, nem szolgál a cikkben szereplő információk forrásmegjelöléseként.